# Караванна (зупинний пункт)
Карава́нна — пасажирський зупинний пункт Сумської дирекції Південної залізниці на перетині ліній Харків-Пасажирський — Люботин-Західний та Кириківка — Люботин між зупинним пунктом Любівка (1,6 км) та станцією Люботин-Західний (2 км). Розташований в селищі Коваленки Харківського району Харківської області.

## Пасажирське сполучення
На платформі Караванна зупиняються приміські поїзди сполученням Харків-Пасажирський — Люботин — Огульці.